# Алгиев, Адильхан Калиевич
Адильха́н Кали́евич Алги́ев (каз. Әділхан Қалиұлы Алғиев; род. 1928, Челкарский район) — советский и казахстанский педагог, учёный, заслуженный учитель КазССР, популяризатор теории оптимизации обучения.

## Биография
Родился в 1928 году в Челкарском районе Актюбинского округа Казакской АССР.
По окончании исторического факультета Казахского государственного университета им. С. М. Кирова с 1951 по 1995 годы работал в системе образования Казахстана.
Трудовую деятельность начал учителем, затем стал завучем, а впоследствии директором сельской школы. С 1966 по 1975 годы — инспектор Областного отдела народного образования. С 1975 по 1977 годы — директор школы № 16 г. Актюбинска. С 1977 по 1988 годы — директор школы № 17 г. Актюбинска. С 1988 по 1995 год — директор Актюбинского областного института усовершенствования учителей.
В 2021 году в школе-гимназии № 17 г. Актобе, Казахстан открыт музей посвящённый деятельности директора-основателя Алгиева А. К.
В 2023 году в Актюбинском областном историко-краеведческом музее планируется открытие персональной выставки посвященной деятельности Алгиева А. К.

## Научная деятельность
С 1977 года Адильхан Калиевич, будучи директором средней школы № 17 в г. Актюбинске, впервые в Казахской ССР применил на практике новый научный подход, разработанный академиком Юрием Бабанским — метод оптимизации обучения, став, таким образом, одним из пионеров по внедрению идей оптимизации в учебный процесс на территории СССР. Для внедрения метода оптимизации учебно-воспитательного процесса в работе школы № 17 Алгевым А. К. была установлена связь с Академией педагогических наук СССР. Коллектив школы за короткий промежуток времени добился значительных успехов по совершенствованию процесса обучения, воспитания и развития школьников. Результаты работы были по достоинству оценены и включены в Избранные педагогические труды Бабанского Ю. К.. В частности Академиком отмечался индивидуальный подход коллектива школы № 17 к учащимся, диверсификация учебных заданий в зависимости от индивидуальных учебных способностей, а также развитие задатков учеников. Данный опыт изучался и был перенят учителями, директорами школ других республик Советского Союза. На базе школы проводились Всесоюзные семинары, конференции. В своих воспоминаниях Действительный член (академик) Российской академии образования, доктор педагогических наук, профессор Марк Максимович Поташник такими словами охарактеризовал профессиональную деятельность Адильхана Калиевича: «…директор одной из самых ярких школ страны в то время, авторитетнейший специалист в сфере педагогики и управления, мудрец…»

## Публикации
По результатам работы по освоению педагогическим коллективом теории и методики оптимизации учебно-воспитательного процесса написал книгу под редакцией члена Академии педагогических наук СССР М. М. Поташника:
- В содружестве с наукой : (Из опыта работы шк. N17 г. Актюбинска по внедрению методики оптимизации) / М. М. Поташник. — Алма-Ата: Мектеп, 1984. — 112 с.

Некоторые публикации включают:
- Творческое начало в работе учителя. — «Народное образование» №9, 1985.
- Начинать с изучения личности учащихся. — «Учитель Казахстана», 28 августа 1986.
- Институт благодателей или институт потребителей?. — «Актюбинский вестник», 12 декабря 1996.